# Hielo negro

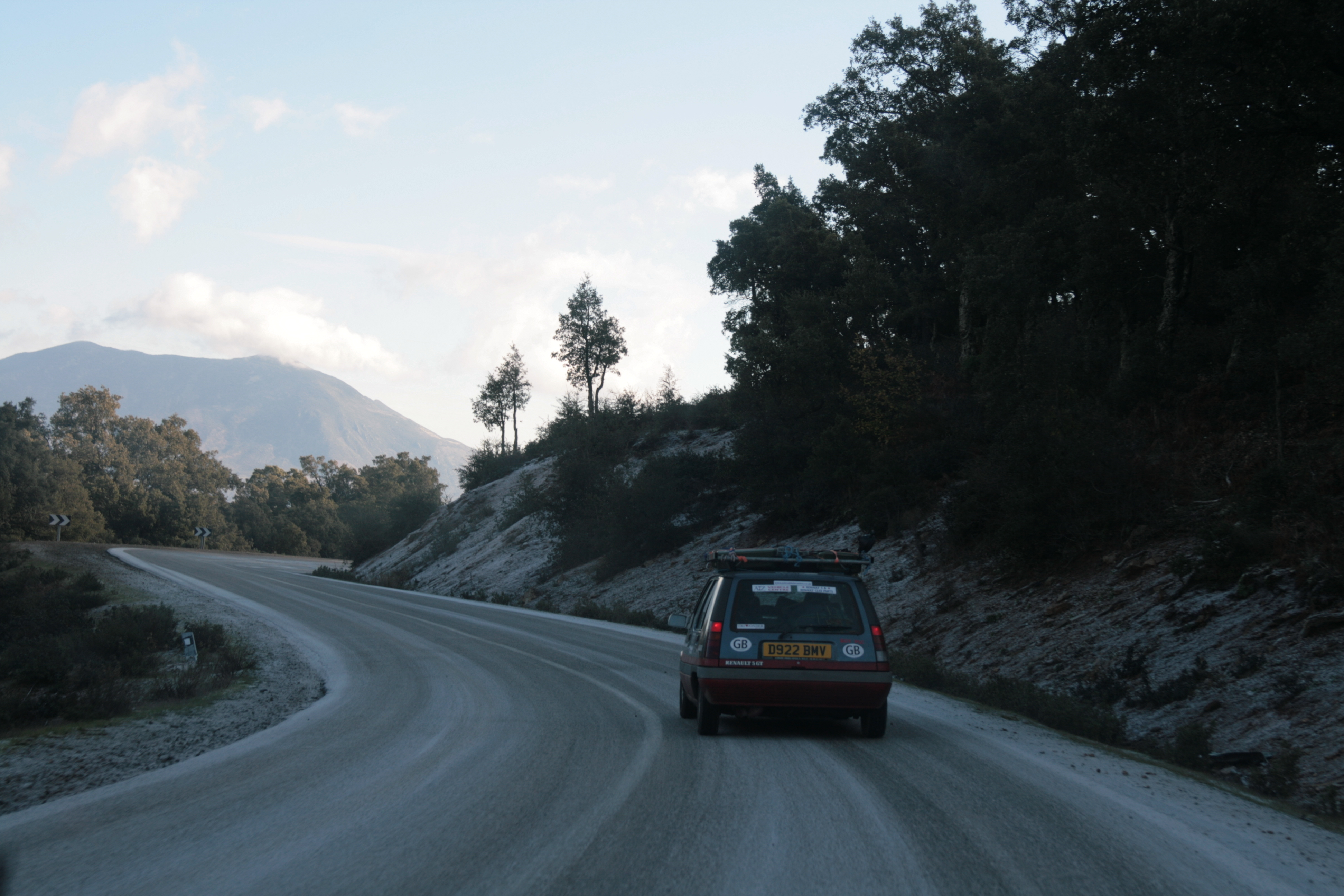
Hielo negro en un camino, en África.

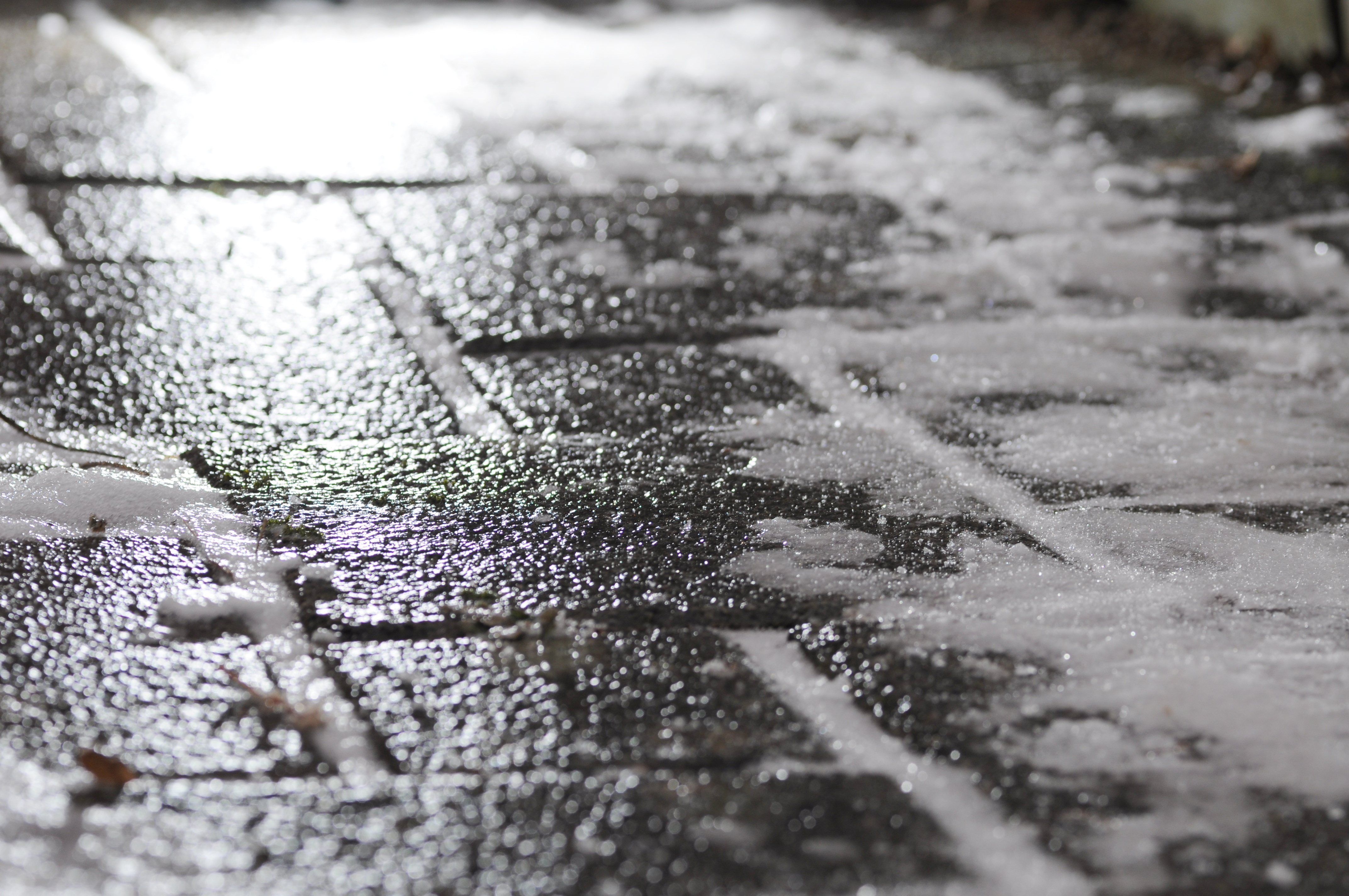
Hielo negro en un camino de peatones.

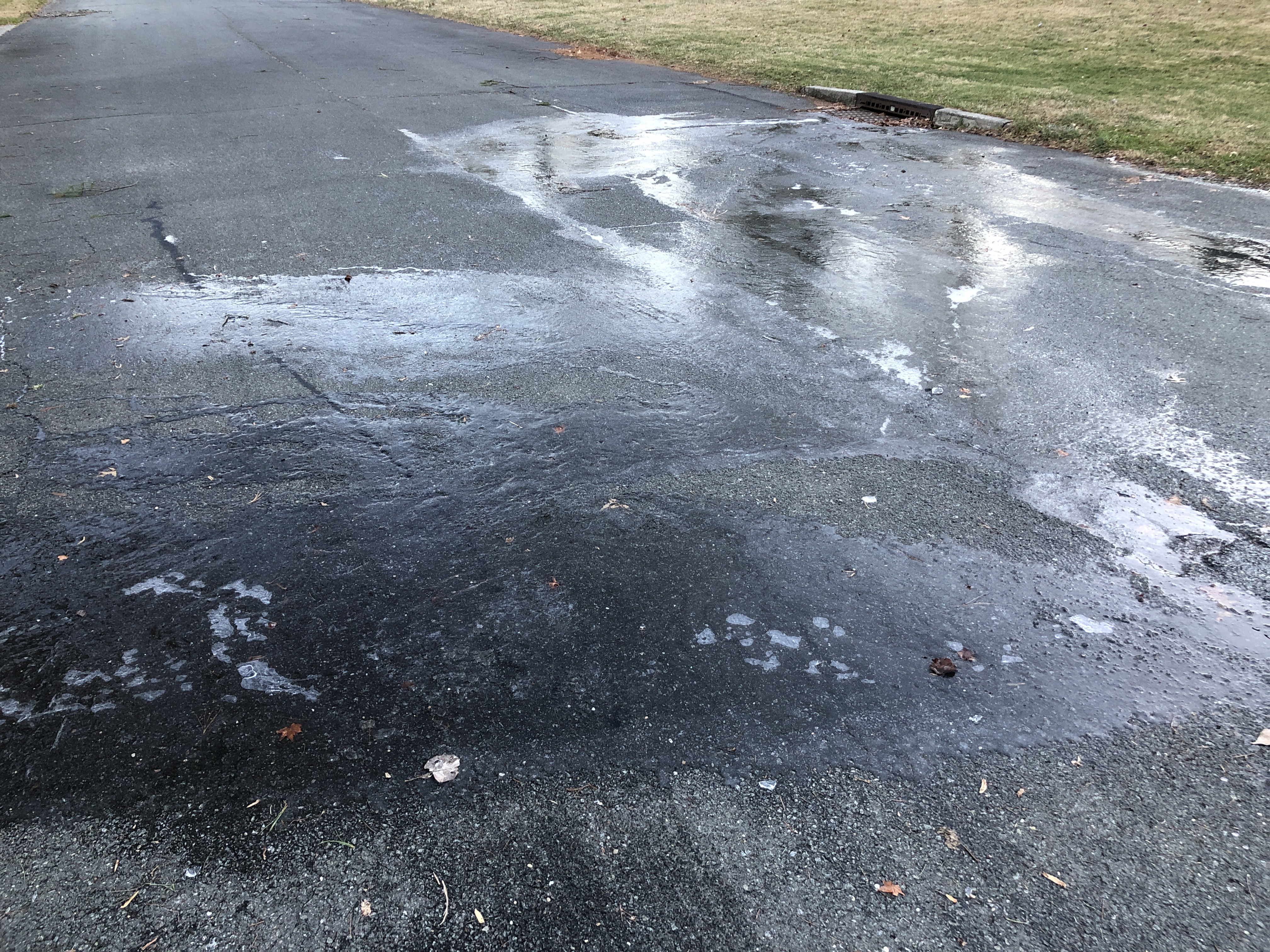
Hielo negro en Perry Drive, en la sección Mountainview del municipio de Ewing, condado de Mercer, Nueva Jersey, EE. UU.

El hielo negro (en inglés black ice, en francés verglas) se refiere a una fina capa de hielo vidrioso en una superficie o más correctamente es hielo transparente.
Si bien no es verdaderamente negro, es virtualmente transparente, permitiendo que el asfalto de los caminos pueda ser vistos a través de él, y por eso el término de "hielo negro". Los valores típicamente bajos de fragmentos visibles de hielo, nieve, o aguanieve alrededor del hielo negro significa usualmente que las áreas con hielo son prácticamente invisibles para los conductores, y por consiguiente no sirven como buen indicador de que deberían reducir su velocidad.
Delgadas capas de hielo invisible similares que se forman a lo largo de las embarcaciones pueden causar que se vuelvan desbalanceadas. En las montañas, el hielo negro es un gran peligro para los escaladores.
El hielo negro se puede formar cuando la temperatura ambiente está varios grados sobre el punto de congelación del agua 0 °C (273 K), y si el aire se calienta rápidamente después de un frío prolongado que deja la superficie de los caminos con su temperatura bastante bajo el punto de congelación.

## Definiciones
El término hielo negro en los Estados Unidos se utiliza generalmente para describir cualquier tipo de hielo que se forma en las carreteras, incluso cuando el agua estancada en las carreteras se convierte en hielo cuando la temperatura cae por debajo de cero.
Otras definiciones de hielo negro por la Organización Meteorológica Mundial son:
- Una capa delgada de hielo en un cuerpo de agua dulce o salada que aparece de color oscuro debido a su transparencia.
- Término náutico aplicado a una forma temida de congelación que por su peso es a veces capaz de hacer volcar embarcaciones pequeñas.

Este término también se utiliza en la Canadá francófona (Quebec) con la expresión glace noire,  probablemente una traducción directa del inglés. Este término se utiliza principalmente  para referirse a una fina capa de hielo transparente en la carretera. A veces puede formarse durante una lluvia ligera o una llovizna helada. Sin embargo, lo más frecuente es que la fina capa de agua proceda de una lluvia ligera o del deshielo de la nieve en una carretera cuando la temperatura es superior a cero centígrados y luego la temperatura desciende rápidamente por debajo del punto de congelación.

## Formación

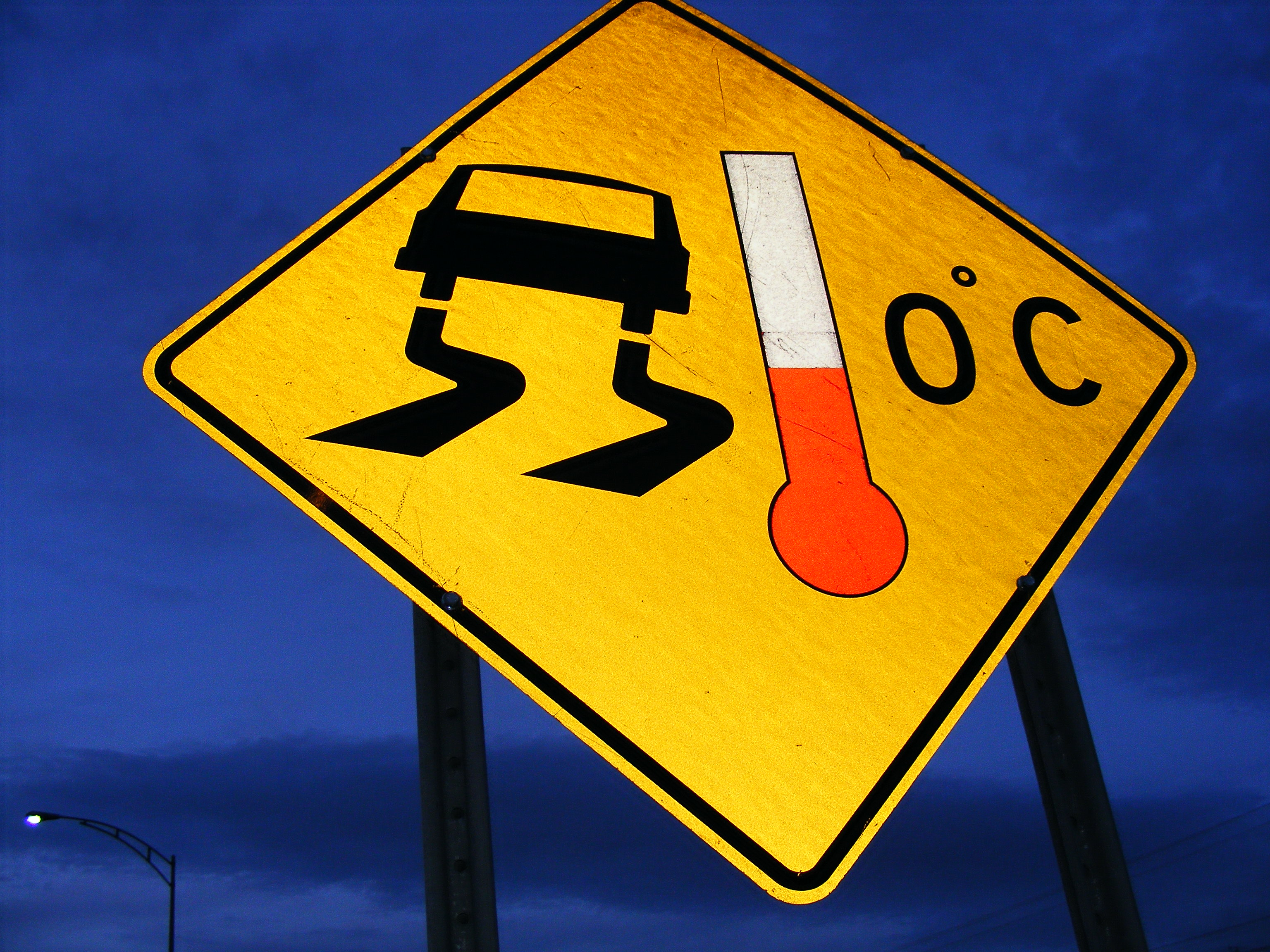
Señalización de pavimento helado en Quebec, Canadá.

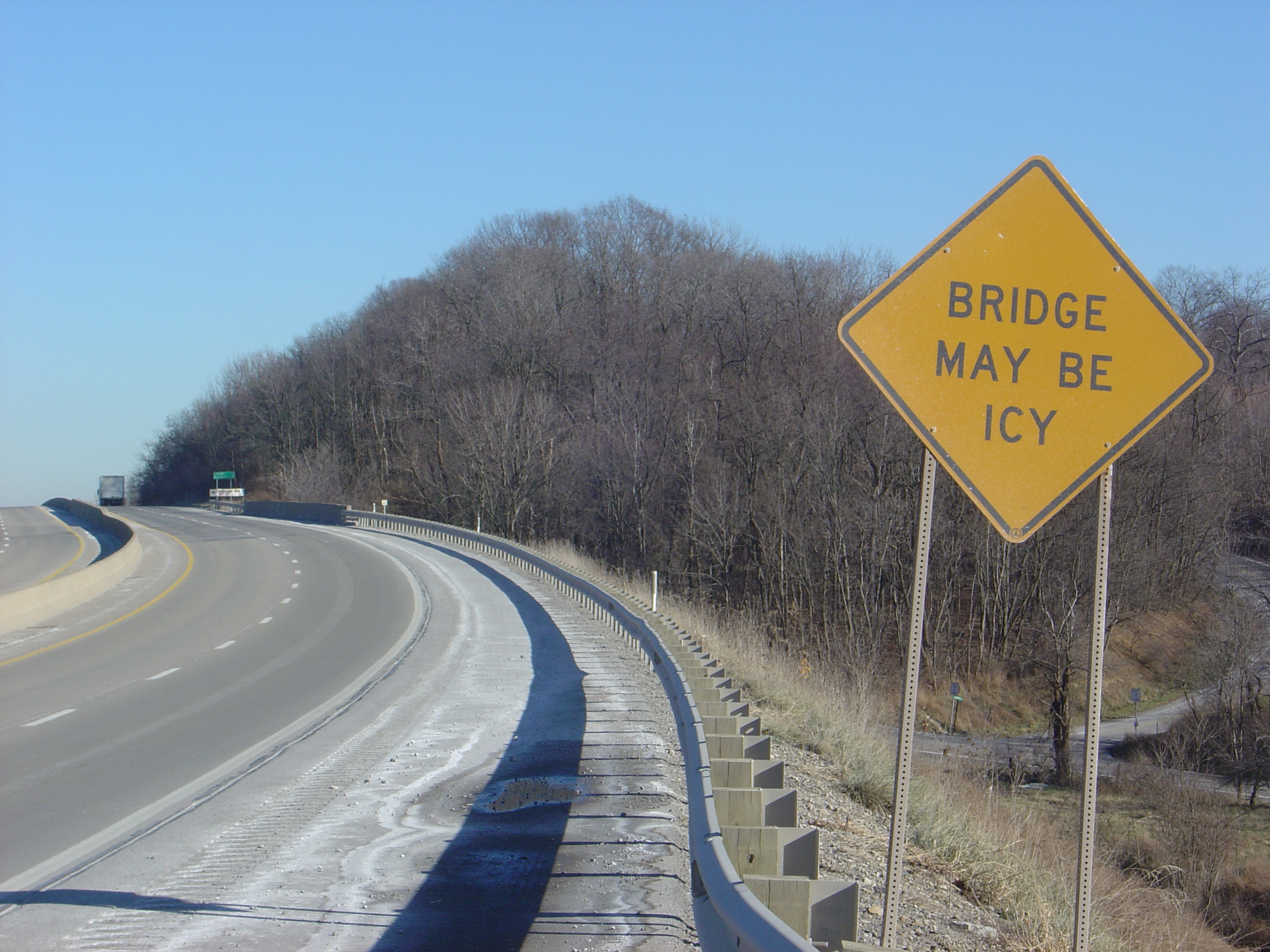
Señal de advertencia para hielo en puente. En ella se puede leer "Bridge May Be Icy" (el puente puede tener hielo).

### En caminos y aceras
Como representa solo una delgada acumulación, el hielo negro es altamente transparente y entonces difícil de ver, comparado con la nieve, la mezcla congelada de nieve con agua o capas más gruesas de hielo. Además, está usualmente intercalado con camino húmedo, el cual es casi idéntico en apariencia. Por esta razón conducir o caminar por las superficies afectadas es especialmente peligroso. 
La remoción del hielo con cloruro de sodio es efectivo hasta las temperaturas cercanas a los -18 °C. Otros compuestos como cloruro de magnesio o cloruro de calcio has sido usados para temperaturas muy bajas dado que la depresión del punto de fusión de sus soluciones es menor.
Una definición alternativa es que el hielo negro se forma en las carreteras relativamente secas, por lo que es totalmente invisible para los conductores. Se produce cuando las texturas presentes en todas las aceras se forman muy ligeramente por debajo de la superficie de la carretera donde tienen agua residual en ellos, lo cual representa una superficie seca a los neumáticos hasta que se ponen húmedos o el agua se congela, donde se expande, y luego los conductores encuentran que está conduciendo por encima de la superficie de la carretera en una "hoja" invisible de hielo. Este fenómeno puede ocurrir solo sin precipitación.

### En puentes
Los puentes pueden ser especialmente peligrosos. El hielo negro se forma primero en los puentes porque el aire circula por encima y por debajo de la superficie del camino elevado, causando que la temperatura del pavimento del puente caiga más rápidamente. Las señales de advertencia de los caminos indican caminos potencialmente peligrosos sobre los puentes.

### En el agua

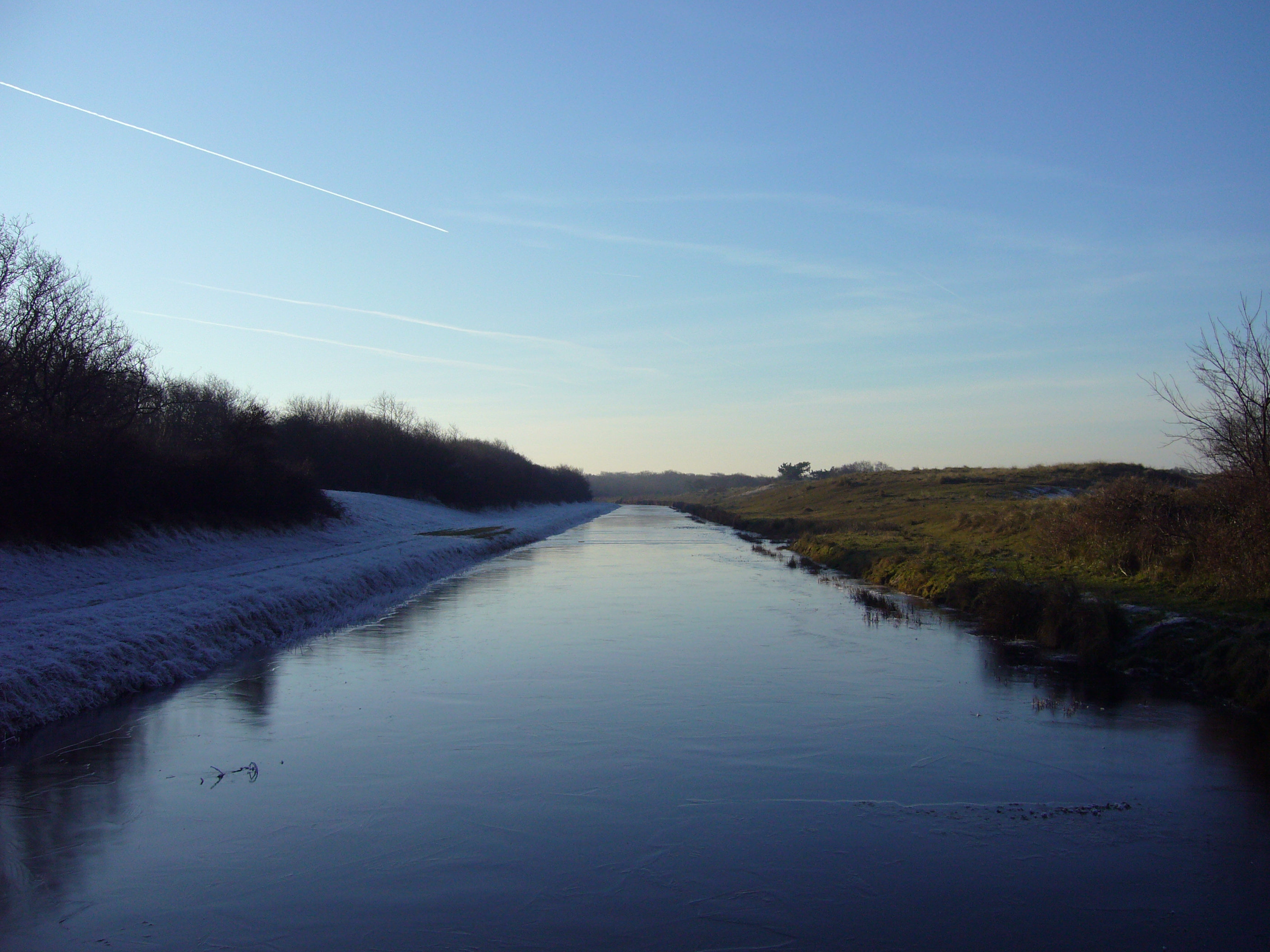
Hielo negro en un río en los Países Bajos.

Cuando la temperatura esta bajo cero y el viento está en calma, como una baja una presión atmosférica en una alta noche en el otoño, una fina capa de hielo se forman sobre aguas abiertas de un lago. Si la profundidad de la masa de agua es lo suficientemente grande, su color es negro y puede ser visto a través del hielo, de ahí el nombre de hielo negro.

### En montañas
El hielo negro es un gran peligro para los escaladores. El clima frío es común a gran altura, y el hielo negro se forma rápidamente en superficies rocosas. La pérdida de la tracción es tan repentina e inesperada como en una acera o camino, pero puede ser fatal si la roca está en una posición expuesta con una caída por debajo. Un piolet y crampones son de uso esencial en tales circunstancias, ya que ayudarán a prevenir una caída, y un aseguramiento de cuerda ayudará a detener una posible caída.

## Peligros
Como cualquier hielo, el hielo negro es muy peligroso y puede provocar la caída de un peatón que camine sobre hielo negro. Del mismo modo, un automovilista puede perder el control de su vehículo si realiza una maniobra brusca. En ambos casos, es la naturaleza invisible del hielo negro lo que más a menudo causa accidentes, ya que coge por sorpresa al peatón o al motorista. No pueden ajustar su comportamiento porque no lo ven.
Para prevenir este tipo de incidentes, en varios países nórdicos se han instalado estaciones meteorológicas que controlan la temperatura de la calzada y las condiciones de humedad. Los servicios públicos esparcirán un abrasivo en la carretera cuando el servicio meteorológico prevea una rápida congelación de las temperaturas tras un periodo cálido o en los accesos a los puentes. Las señales también advertirán a los automovilistas de las zonas en las que se forme hielo negro con frecuencia.
En el caso del ámbito marino, la acumulación de hielo puede suponer un aumento significativo del peso de un barco y provocar su hundimiento. Esta acumulación en la cubierta también puede desplazar el centro de gravedad hacia arriba y provocar su vuelco.

## Un caso de estudio en Minnesota

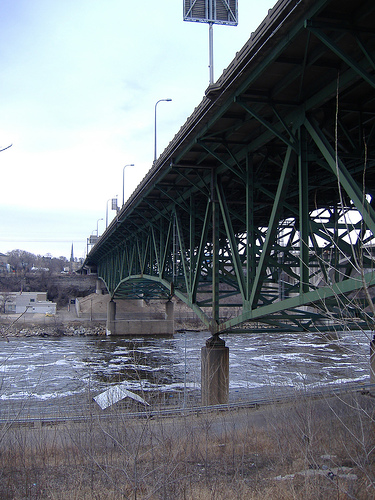
Puente del río Mississippi I-35W visto desde abajo en 2006.

El puente I-35W sobre el río Mississippi en Minneapolis, Minnesota, era bien conocido por su hielo negro antes de que colapsara en el río Mississippi en 2007. Causó varias acumulaciones durante sus 40 años de historia. El 19 de diciembre de 1985, la temperatura alcanzó los -34 °C (-29 °F). Los automóviles que cruzaban el puente encontraron hielo negro y había una enorme pila de vehículos destrozados en el puente del lado norte. En febrero y diciembre de 1996, el puente fue identificado como el lugar de clima frío más peligroso en el sistema de carreteras local, debido a una fina capa de hielo negro casi sin fricción que se formaba regularmente cuando las temperaturas caían por debajo del punto de congelación. La proximidad del puente a St. Anthony's Falls contribuyó significativamente al problema de la formación de hielo, y el sitio era conocido por frecuentes resbalones y choques. 
En enero de 1999, el Departamento de Tráfico de Minnesota comenzó a probar soluciones de cloruro de magnesio y mezclas de cloruro de magnesio y subproductos del procesamiento de maíz para determinar si cualquiera de ellos reduciría la presencia de hielo negro que se formaba en el puente durante los meses de invierno. En octubre de 1999, el estado instaló boquillas activadas por temperatura en la plataforma del puente para rociar el puente con una solución de acetato de potasio para mantener la superficie de la carretera libre de hielo negro en invierno. El sistema comenzó a funcionar en el año 2000.